# True Tears
True Tears (トゥルーティアーズ?, Turū Tiāzu) è una serie televisiva anime di 13 episodi, realizzata dallo studio P.A. Works e diretta da Junji Nishimura. L'anime è stato trasmesso in Giappone dall'emittente televisiva TV Kanagawa dal 6 gennaio al 30 marzo 2008. Un cofanetto Blu-ray pubblicato in Giappone conteneva un extra di tre minuti di epilogo.

## Trama
Shin'ichirō, un ragazzo con la passione per il disegno, vive con i suoi genitori e, da un anno, con Hiromi, una ragazza che ha perso il padre, amico di famiglia. A Shin'ichirō piace Hiromi, ma la sua timidezza e il carattere taciturno e riservato della ragazza gli impediscono di rivelarle i propri sentimenti. Un giorno, a scuola, mentre si preoccupa di come risolvere questa situazione, Shin'ichirō incontra una strana ragazza allegra e solare, Noe, e l'amore nei confronti di Hiromi comincia a vacillare. La storia è centrata anche su un'altra ragazza, che ha un anno in più di Shin'ichirō, Aiko, la sua senpai. Nobuse, il migliore amico di Shin'ichirō, sembra interessato a lei e cominciano a frequentarsi ma Aiko sembra non essere molto interessata a lui.

## Personaggi
Shin'ichirō Nakagami (仲上 眞一郎?, Nakagami Shin'ichirō)
Doppiato da Makoto Ishii
Shin'ichirō è uno studente delle superiori che adora disegnare, al punto di aver iniziato a produrre un libro illustrato. Vive insieme alla madre, al padre e all'amica d'infanzia Hiromi Yuasa; Hiromi sorrideva spesso quando era con lui, ma ha smesso di farlo da quando vive nella sua casa. Shin'ichirō desidera rivedere Hiromi sorridere, perché adorava la sua espressione felice quando erano bambini. La sua vita scorre tranquilla fino a quando non incontra una bizzarra ragazza, Noe Isurugi, che lo maledice dopo che lui l'aveva presa in giro; i due comunque si riconciliano dopo poco. Shin'ichirō si sente frustrato per il fatto di non riuscire a vedere cosa provi Hiromi, e per le pressioni che subisce dalla famiglia tra le quali rientra lo studio della danza tradizionale giapponese che a lui non piace; tuttavia Shin'ichirō si impegna duramente nella danza grazie agli incitamenti di Noe. Lui e Hiromi inizieranno a frequentarsi.
Hiromi Yuasa (湯浅 比呂美?, Yuasa Hiromi)
Doppiata da Kaori Nazuka
Hiromi è una coetanea di Shin'ichirō, che frequenta la sua stessa scuola. Dopo la morte del padre (avvenuta un anno prima dell'inizio della storia) si è trasferita a casa di Shin'ichirō. Hiromi, che è una compagna di classe di Shin'ichirō fin dalle elementari, nonostante fosse molto gioiosa nei suoi confronti ha iniziato a trattarlo un po' più freddamente da quando vive con la sua famiglia; il suo carattere allegro si manifesta con i compagni di scuola, tra i quali è molto popolare. Spesso aiuta il padre di Shin'ichirō nell'attività di famiglia, a corto di personale. È una brava giocatrice di basket, tanto da avere la maglia numero 6 nella squadra femminile della scuola. Fin dall'inizio della storia è evidente che provi qualcosa per Shin'ichirō, ma decide di soffocare i suoi sentimenti verso di lui quando si trasferisce nella sua casa; il suo comportamento sembra essere dovuto al fatto che la madre di Shin'ichirō le disse che il ragazzo avrebbe potuto essere suo fratello — circostanza che si dimostrerà in seguito infondata.
Noe Isurugi (石動 乃絵?, Isurugi Noe)
Doppiata da Ayahi Takagaki
Noe Isurugi è una bizzarra ragazza che frequenta la stessa scuola di Shin'ichirō. Il suo primo incontro con il ragazzo avviene quando lei è su un albero, intenta a raccogliere delle bacche da portare a una gallina — che ha chiamato Raigomaru — che si trova nel pollaio all'interno del giardino della scuola: Shin'ichirō è costretto ad afferrarla quando Noe salta dall'albero perché non era in grado di scendere da sola. Le piacciono le galline, anche se vorrebbe nutrirne solo una di quelle presenti nel pollaio (Raigomaru) perché, secondo lei, è l'unica che sarebbe in grado di volare. Quando Raigomaru viene uccisa da un cane procione, Noe rimane addolorata, ma non piange perché "ha dato via le sue lacrime". Nel seguito della storia Noe spiegherà che, dal momento della morte della nonna, non è più stata in grado di piangere perché la donna le aveva detto che al momento della sua morte si sarebbe portata con sé le lacrime della ragazza. Inizia a provare dei sentimenti per Shin'ichirō ed esce con lui per un certo periodo di tempo, fino a quando non si rende conto di quanto lui voglia bene a Hiromi. Noe ha un fratello maggiore, Jun, che è il capitano della squadra di pallacanestro di una scuola superiore diversa da quella frequentata da lei. Noe è nota per avere una personalità schietta e per la sua sincerità quando parla con gli altri; ha la capacità di riuscire a intuire i sentimenti provati dalle persone che le stanno vicino.
Aiko Andō (安藤 愛子?, Andō Aiko)
Doppiata da Yuka Iguchi
Aiko è una ragazza che frequenta una scuola diversa da quella dove va Shin'ichirō. Ha un anno più di lui, ed esce con il suo amico Miyokichi Nobuse anche se prova dei sentimenti per Shin'ichirō. Aiko cerca sempre l'occasione di stare da sola con Shin'ichirō, ad esempio chiedendogli di andare a fare shopping con lei, e quando è insieme a Miyokichi non ha la stessa vitalità che mostra quando esce con Shin'ichirō. Aiko conosce Shin'ichirō da quando entrambi erano bambini, e ha conosciuto Miyokichi grazie a Shin'ichirō. Al termine delle lezioni lavora al negozio di imagawayaki gestito dalla sua famiglia denominato "Imagawayaki Ai-chan". È più bassa di Shin'ichirō, e spesso si diverte a prenderlo in giro.
Miyokichi Nobuse (野伏 三代吉?, Nobuse Miyokichi)
Doppiato da Hiroyuki Yoshino
Miyokichi è il migliore amico di Shin'ichirō, che conosce da quando erano bambini. I due ragazzi sono sempre insieme quando sono a scuola, e Miyokichi non perde l'occasione di far notare a Shin'ichirō che spesso, durante le lezioni, posa il suo sguardo su Hiromi. Shin'ichirō ha fatto conoscere Aiko a Miyokichi che, dopo un po' di tempo, ha chiesto alla ragazza di uscire con lui; anche se Aiko ha accettato la sua proposta appare evidente, nel corso della serie, che lo abbia fatto senza troppa convinzione. Miyokichi sembra non rendersi conto che Aiko nutre dei sentimenti per Shin'ichirō fino a quando la ragazza non glielo comunica velatamente. Sul finire della serie Aiko, dopo un breve periodo di separazione, gli propone di ricominciare il loro rapporto dal momento in cui si sono conosciuti e visti per la prima volta.
Tomoyo Kurobe (黒部 朋与?, Kurobe Tomoyo)
Doppiata da Tomomi Watanabe
Tomoyo è l'amica con la quale Hiromi è spesso insieme ed è una delle sue compagne nella squadra di pallacanestro. È certa del fatto che a Hiromi piaccia Shin'ichirō, anche se lei lo nega ripetutamente. Tomoyo è sempre pronta a consolare e sostenere Hiromi quando qualcosa la preoccupa.
Munehiro Nakagami (仲上宗弘?, Nakagami Munehiro)
Doppiato da Keiji Fujiwara
È il padre di Shin'ichirō, ed era molto amico del padre di Hiromi, al punto di prendere con sé la ragazza al momento della morte dell'uomo. A differenza della moglie rispetta la privacy del figlio, e lo lascia libero di seguire i suoi desideri — concetto che ribadisce quando pronuncia la frase "Shin'ichirō è Shin'ichirō". Considera Hiromi come una componente della propria famiglia, e non la tratta malamente come fa sua moglie.
Shiori Nakagami (仲上しをり?, Nakagami Shiori)
Doppiata da Rieko Takahashi
È la madre di Shin'ichirō; le piace fare quello che pensa sia il meglio per Shin'ichirō e fa del suo meglio per prendersi cura di lui. Non si fa scrupoli ad aprire e leggere le lettere del figlio se lo ritiene necessario, e spesso lo infastidisce chiedendogli cose riguardanti la scuola o se la divisa scolastica emani un cattivo odore. Ha un occhio di riguardo per Shin'ichirō e non considera Hiromi come se fosse sua figlia. Spesso si dimostra ostile verso Hiromi, e questo suo comportamento l'ha allontanata da suo figlio. Dopo molte vicende si riconcilia con Hiromi, dicendole che era stata lei ad inventare la storia che Hiromi potesse essere la figlia illegittima del marito.
Jun Isurugi (石動 純?, Isurugi Jun)
Doppiato da Yūki Masuda
Jun è il fratello maggiore di Noe. È il capitano della squadra di pallacanestro maschile della sua scuola, gioca con la maglia numero 4. Dimostra di avere dei sentimenti più profondi verso Noe rispetto a quelli che ci si aspetterebbe tra due fratelli. Chiede a Shin'ichirō di iniziare a frequentare Noe, anche se si sente infastidito dal ragazzo; tuttavia, quando Shin'ichirō gli chiede di uscire con Hiromi in cambio della sua frequentazione con Noe, Jun accetta senza esitazione. Jun, anche se frequenta Hiromi, sembra non provare attrazione per lei.
Rumi Takaoka (高岡 ルミ?, Takaoka Rumi)
Doppiata da Jun Miruno
Rumi è il capitano della squadra di pallacanestro femminile dove giocano Hiromi e Tomoyo.

## Anime
L'anime differisce sostanzialmente dalla visual novel originaria. La serie è ambientata nella prefettura di Toyama, Giappone, vicino alla catena montuosa di Tateyama. Lo studio di animazione P.A. Works che produce l'anime è anch'esso situato in quest'area, più precisamente nella città di Jōhana, che viene scelta come ambientazione dell'anime. L'unica differenza è che la vera città si trova nell'entroterra, mentre quella della serie animata si affaccia sul mare. La sigla d'apertura è Reflectia (リフレクティア?, Rifurekutia) di eufonius mentre quella di chiusura è Sekai no namida (セカイノナミダ?, Sekai no namida) di Aira Yuhki.